# Транспорт в Австрии
В Австрии есть все основные виды транспорта: воздушный, железнодорожный, автомобильный, водный, трубопроводный.

## Железнодорожный транспорт
Общая протяжённость: 6399 км (3523 км электрифицировано)
В Австрии хорошо развит транспорт. Протяжённость железных дорог составляет более 5,81 тыс.км; автодорог — более 30 тыс.км. В стране насчитывается почти 3 млн легковых автомобилей и 250 тыс. грузовиков. Крупнейшим транспортным центром страны является Вена. В ней проложено 5 линий метрополитена.
Городская железная дорога Вены предназначена, в основном, для связи с ближайшими пригородами. Высокую плотность имеет трамвайная сеть, развита сеть городских автобусных линий. Общественный
транспорт работает с 5 до 24 часов. Однако в Вене с недавних пор метрополитен (Die U-Bahn)работает в ночь с пятницы на субботу и в ночь с субботы на воскресенье -такое решение было принято по результатам городского референдума. Поезда ходят с интервалом в 15 минут.
Между 0.30 и 4.00 часами с интервалом в 30 минут курсируют ночные автобусы.
Стандартная колея (1435 мм): 5927 км всего, 3853 км электрифицировано.
Узкая колея: 484 км всего, из них 13 км колеи 600 мм и 468 км колеи 760 мм (электрифицировано 3 и 94 км соответственно).
Национальная железнодорожная компания Австрии — Österreichische Bundesbahnen или ÖBB.

### Метрополитен(U-Bahn)
- Зерфаус, см. Подземная железная дорога Зерфауса
- Вена, см.Венский метрополитен

### Городская железная дорога(S-Bahn)
- Грац
- Инсбрук
- Зальцбург
- Вена, см. Венский S-Bahn

## Автодороги(Автобаны)
Общая протяжённость: 200 000 км (100 % с твёрдым покрытием, включая более чем 2000 км экспресс-трасс)
- A1 Westautobahn
- A2 Südautobahn
- A3 Südostautobahn
- A4 Ostautobahn
- A5 Nordautobahn. Планируется.
- A6 Nordostautobahn. Строится.
- A7 Mühlkreisautobahn
- A8 Innkreisautobahn
- A9 Pyhrnautobahn
- A10 Tauernautobahn
- A11 Karawankenautobahn
- A12 Inntalautobahn
- A13 Brennerautobahn
- A14 Rheintalautobahn
- A21 Wiener Außenringautobahn
- A22 Donauuferautobahn
- A23 Südosttangente
- A24 Verbindungsspange Rothneusiedel. Планируется.
- A25 Welser Autobahn
- A26 Linzerautobahn. Планируется.

## Водные пути
- 358 км.

## Трубопроводный транспорт
- Нефтепровод: 777 км
- Газопровод: 840 км

## Портыигавани
Все порты находятся в бассейне Дуная:
- Энс
- Кремс-на-Дунае
- Линц
- Вена (через канал Рейн-Майн-Дунай связана с Роттердамом в Нидерландах)

## Торговый флот
Торговый флот насчитывает 8 судов массой более 1000 регистровых тонн, из них 6 грузовых судов и 2 контейнеровоза. Общий дедвейт составляет 34 072 регистровых тонн или 44 437 метрических тонн.

## Аэропорты
На территории Австрии расположено 55 аэропортов и два гелипорта. Наиболее крупными являются аэропорты в Вене, Линце, Зальцсбурге, Инсбруке, Клагенфурте, Граце и Альтенрайне. Большинство аэропортов страны имеет короткую грунтовую взлётно-посадочную полосу, и только у одного аэропорта длина ВПП достигает 3000 м.
| Длина, м        | Всего аэропортов | ВПП с искусственным покрытием | ВПП с грунтовым покрытием |
| --------------- | ---------------- | ----------------------------- | ------------------------- |
| более 3043      | 1                | 1                             | 0                         |
| от 2438 до 3043 | 5                | 5                             | 0                         |
| от 1524 до 2438 | 1                | 1                             | 0                         |
| от 914 до 1524  | 7                | 3                             | 4                         |
| до 914          | 41               | 12                            | 29                        |
| Итого           | 55               | 22                            | 33                        |